# Settat
Settat (en arabe: سطات; en berbère : ⵙⵟⴰⵜ) est une ville du Maroc faisant partie de la région Casablanca-Settat, chef-lieu de la province de Settat. Elle est située dans la région géographique et historique de la Chaouia, 
Localisée sur les terres des tribus des "Ayt Settat" et "Mzamza" (une des douze tribus de la Chaouia) à 57 km de Casablanca, sur la route de Marrakech. En 2014, sa population était de 141 703 habitants.
La tribu des Ayt Settat avait été établie par les Almohades. Ils appartenaient à l'alliance almohade dirigée par Masmuda selon al-Baydaq, Ibn Hazm et Ibn Khaldun. Leur origine est au sud-est du Haut-Atlas et ils se sont apparemment installés dans la région de la Chaouia à la suite de l'avancée des Almohades vers le nord. On[Qui ?] pense qu’il y avait été installé au même titre que d’autres tribus pour combattre les Berghouata, avant de finir d’être absorbé par le cocon primitif de la région.

## Histoire
En choisissant de construire la Kasbah sur le site vallonné de Settat, Moulay Ismaïl allait déclencher le processus d'urbanisation de ce site. En effet, l'édification de la kasbah a apporté ordre et sécurité aussi bien aux voyageurs qu'aux habitants et favorisé les implantations humaines à ses abords. Bien plus, en y installant le premier caïd de cette région qui dépendait auparavant de Caïd Doukkali et Rahmani, Moulay Ismaïl officialisa Settat comme chef-lieu de cette région.
La ville de Settat est devenue un centre administratif au début du XVIIIe siècle, en raison de sa position stratégique en tant que passage incontournable entre le Sud et le Nord. Grâce à la richesse du sol, elle a prospéré et constitué durant les XVIIIe et XIXe siècles un important centre de négoce des produits agricoles, attirant des populations fort entreprenantes. Ce fut le cas des Marocains de confession juive qui s'y installèrent en masse au XIXe siècle, construisant leur propre quartier, le Mellah, aux abords de la kasbah.
Ce développement est perturbé au début du XXe siècle durant la période de la Siba (anarchie) et par la colonisation à laquelle s'opposèrent farouchement les tribus de la Chaouia ralliées à Moulay Hafid. Sous le protectorat français (1912-1956), la ville de Settat connaît un développement urbain sans précédent, comme en témoigne l'explosion démographique de 1913 à 1925, et renoue ainsi avec son passé commercial. Cette prospérité dure jusqu'au début des années cinquante où, sous l'effet du développement de Casablanca, des voies de communication et des moyens de transports, la ville de Settat et d'autres agglomérations de la région entrent dans une période de semi-léthargie.
Un camp de travail est utilisé pour emprisonner les réfugiés républicains espagnols à la fin de la guerre civile espagnole en 1939 (voir Retirada).
Au début des années 1990, elle est dotée d'une université, d'un parcours de golf international ainsi que d'un hippodrome. Settat réalise de grands travaux d'urbanisme à partir des années 1970 pour devenir un important centre régional. Le secteur industriel s'y développe avec une des zones industrielles les plus dynamiques du territoire marocain. Settat est reliée à Casablanca (80 km) depuis 2001 par l'autoroute A3, et à Marrakech (146 km) depuis 2007.
Les familles anciennes de Settat sont un groupe social à identité propre, composé de familles y ayant résidé depuis plusieurs siècles. Parmi ces grandes familles, la famille Abourezq, puissante lignée caïdale, qui a gouverné toute la Chaouia par le biais de El Maâti Ben Lekbir et la ville de Settat depuis le XVIIIe siècle, ainsi que la famille Bejjaji qui s'est consacrée au commerce interne de la ville.

## Économie
La ville compte une cimenterie du groupe suisse Lafarge-Holcim, et une zone industrielle qui comporte Cristalstrasse, Roca, Settavex, etc.

## Infrastructure
La ville de Settat est desservie par l'autoroute A3 reliant Casablanca à Agadir. La ville est aussi dotée d'une gare de chemin de fer depuis les années 20 du 20e siècle, 36 trains ONCF passent par jour par cette gare (Atlas et TNR) desservant en direct Marrakech, Fès via Casa-Voyageurs et Casa-Port.

## Habitat
Durant l'année 1999, il a été délivré dans la province de Settat 1 448 autorisations de construire. L'habitat économique vient en tête avec 1 053 autorisations.
| Catégorie          | Autorisations | Surfaces bâties |
| ------------------ | ------------- | --------------- |
| Habitat économique | 1 053         | 315 900         |
| Villas             | 159           | 19 883          |
| Immeubles          | 47            | 14 100          |
| Divers             | 189           | 13 255          |
| Total              | 1 448         | 363 138         |

En 1999, le nombre de lotissements autorisés a été de 230 lotissements répartis entre les différents intervenants dans ce secteur comme suit :
- Secteur privé : 104
- Coopératives : 98
- Amicales : 16
- Communes : 12

## Enseignement
Ville étudiante, elle compte 60 écoles, cinq collèges, cinq lycées et plusieurs groupes scolaires privés. Elle abrite aussi l'Université Hassan 1er dont la école de commerce renommée de l'École nationale de commerce et de gestion de Settat créée en 1994.

## Jumelages et partenariat
Jumelages :
- La Celle-Saint-Cloud (France) depuis 1989
- Wurtzbourg (Allemagne)
- Burgos (Espagne)

Accord de coopération :
- Tours (France) depuis 2002

## Personnalités
- Mohamed Moâtassim (1956-2023), conseiller du roi Mohammed VI
- Driss Basri (1938-2007), ancien ministre de l'Intérieur durant le règne de Hassan II